# Taylor Camp
Taylor Camp war eine Hippie-Siedlung auf der Hawaii-Insel Kauaʻi, die von 1969 bis 1977 bestand.

## Lage
Das Camp lag an der Nordküste der Insel Kauaʻi, westlich von Hanalei an der Mündung des Limahuli-Baches in den Pazific.

## Geschichte
Der Künstler Howard Taylor, Bruder der Schauspielerin Elizabeth Taylor, wollte auf dem Gelände eine Villa für seine Familie bauen. Allerdings erhielt er keine Genehmigung, da dort ein Naturpark geplant war.
Eine Gruppe von 13 Hippies war wegen Ärgers mit der kalifornischen Polizei von Berkeley nach Kauaʻi gekommen. Auch hier bekamen sie Ärger mit den Behörden: wegen Landstreicherei wurden sie zu Haft und Sozialarbeit verurteilt.
Hier laufen beide Geschichten zusammen: Howard Taylor erlaubte den Hippies, auf seinem Gelände zu zelten. Zumindest teilweise soll das seine Rache gewesen sein, da sich die öffentliche Hand nun mit den Hippies herumschlagen musste.
Mit der Zeit zogen immer mehr Hippies nach, und es entstanden teilweise komfortable Baumhäuser, da Bauen auf dem Boden nicht erlaubt war. Es gab eine zentrale Gemeinschaftstoilette, Duschen und eine Art konfessionsübergreifende Kirche. Im Garten wurde Hanf angebaut. In Spitzenzeiten hatte das Camp über 300 Bewohner.
1974 kaufte die Regierung nach längeren Verhandlungen das Grundstück. Dennoch blieben die Hippies in ihrem Paradies, wenn auch nicht mehr so zahlreich. Erst 1977 wurde das Gelände geräumt, die Baumhäuser abgerissen und verbrannt.

## Dokumentation

### Buch
- John Wehrheim: Taylor Camp. Serindia Publications, 2009. 108 Fotos, englischer Text

### Film
- Taylor Camp (2009). Buch: John Wehrheim. Regie: Robert C. Stone, Margo Romero